# Сенкора
„Сенкора“ (на английски: Cencora; до 2023 г. „АмерисорсБерген“) е американско предприятие за търговия на едро с лекарства със седалище в Коншъхокън, Пенсилвания.
Създадено е през 2001 година със сливането на „АмериСорс Хелт“ и „Берген Брунсуиг“ и е сред най-големите предприятия в света в своя сектор, обслужвайки клиенти в Съединените щати, Канада и Великобритания. Към 2023 година има обем на продажбите от 262 милиарда щатски долара и около 46 хиляди служители. „Сенкора“ е публична компания, като към юли 2024 година най-големи акционери в нея са веригата аптеки „Уолгрийнс Бутс Алайънс“ (12,24%) и инвестиционните компании „Вангард Груп“ (10,20%) и „БлекРок“ (7,33%).